# كوزوشيما
كوزوشيما (باليابانية: 神津島) هي جزيرة بركانية في بحر الفلبين تابعة لـ اليابان تقع في أرخبيل جزر إيزو. يبلغ عدد سكانها 1914 نسمة و ذلك حسب إحصائيات سبتمبر 2009.

## وصلات خارجية
- الموقع الرسمي